# Episoriculus macrurus
Episoriculus macrurus är en däggdjursart som först beskrevs av Blanford 1888. Episoriculus macrurus ingår i släktet Episoriculus och familjen näbbmöss. Internationella naturvårdsunionen kategoriserar arten globalt som livskraftig. Inga underarter finns listade i Catalogue of Life.
Denna näbbmus blir 59 till 66 mm lång (huvud och bål) och har en 80 till 100 mm lång svans. Pälsen på ovansidan bildas av gråa hår med bruna spetsar. Den långa svansen har en mörk ovansida och en ljus undersida.
Episoriculus macrurus har två från varandra skilda populationer. En större i södra Kina (Yunnan, Sichuan) samt angränsande områden av Myanmar och Vietnam. Den andra populationen lever i nordöstra Indien och kanske i Nepal. Arten vistas främst i bergstrakter eller på högplatå. Habitatet utgörs av tempererade skogar med bambu, buskar eller gräs som undervegetation.
Individerna går vanligen på marken. Troligen hittar de sin föda i lövskiktet på marken. De kan även klättra i buskar och annan växtlighet.